# III (album Take That)
III – siódmy album studyjny brytyjskiej grupy Take That, wydany 28 listopada 2014 nakładem Polydor. Producentami płyty zostali: Robin Fredriksson, Greg Kurstin, Stuart Price i John Shanks.
Album promowała trasa Take That Live 2015.

## Lista utworów
1. "These Days"
2. "Let in the Sun"
3. "If You Want It"
4. "Lovelife"
5. "Portrait"
6. "Higher than Higher"
7. "I Like It"
8. "Give You My Love"
9. "Freeze"
10. "Into the Wild"
11. "Flaws"
12. "Get Ready for It"